# 6187 Kagura
A 6187 Kagura (ideiglenes jelöléssel (6187) 1988 RD5) (Kagura) a Naprendszer kisbolygóövében található aszteroida. Henri Debehogne fedezte fel 1988. szeptember 2-án.